# Guan Tong
En aquest nom xinès, el cognom és Guan.
Guan Tong va ser el fill de Guan Xing i el net de Guan Yu. Va succeir al seu pare per servir en l'imperi, i es va casar amb una princesa de l'emperador de la cort imperial. Igual que el seu pare Guan Xing, Guan Tong també va morir a una edat jove. Ell va aconseguir el rang de Hu Ben Lang Jiang abans del seu traspàs. El seu fill (amb una concubina), Guan Yi, heretaria el seu grau militar.